# Matteo Renzi
Matteo Renzi (Florence, 11 januari 1975) is een Italiaans politicus. Hij was premier van Italië van 22 februari 2014 tot 12 december 2016. Renzi is lid van de Senaat van de Republiek voor Florence sinds 23 maart 2018 en partijleider van Italia Viva sinds 18 september 2019. Eerder was hij president van de provincie Florence van 2004 tot 2009 en burgemeester van de stad Florence van 2009 tot 2014.

## Politieke carrière
Renzi studeerde rechten aan de Universiteit van Florence. Hij werd lid van de Partito Popolare Italiano in 1996 en werd provinciaal secretaris in 1999. In 2004 werd Renzi gekozen tot president van de provincie Florence, met 58,8% van de stemmen. Na vijf jaar als president van Florence, gaf Renzi aan dat hij wilde gaan proberen om burgemeester van Florence te worden. Op 9 juni 2009, Renzi was inmiddels lid geworden van de Democratische Partij, won hij de verkiezingen met 47,9% van de stemmen.
Een jaar na zijn aantreden als burgemeester, zijn populariteit was inmiddels aan het stijgen, organiseerde Renzi een congres over de toestand in de Italiaanse politiek. Ook zijn eigen partij moest veranderen, vond Renzi. In 2011 organiseerde hij weer een dergelijk congres. Tegelijkertijd met dit laatste congres, kwam Renzi onder vuur te liggen omdat hij vond dat politici van de generatie van toenmalig premier Silvio Berlusconi met pensioen moesten gaan.

### Partijsecretaris
In september 2012 zei Renzi dat hij secretaris (partijleider) van de Democratische Partij wilde worden om daarna leiding te geven aan de centrumlinkse coalitie bij de parlementsverkiezingen van 2013. Hij verloor de verkiezing om het secretariaat in december 2012 met 39,1% van de stemmen. Pier Luigi Bersani won met 60,9% van de stemmen.
Na het aftreden van Bersani in april 2013 probeerde Renzi opnieuw om partijsecretaris te worden. Deze keer was zijn poging succesvol. Bij de verkiezingen in december 2013 werd Renzi met 67,6% van de stemmen gekozen. Gianni Cuperlo (18,2%) en Giuseppe Civati (14,2%) liet hij achter zich.

### Premier
Op 12 februari 2014 waren er aanwijzingen dat Renzi van plan was premier Enrico Letta uit te dagen voor het premierschap. Op 13 februari 2014 riep Renzi Letta op om af te treden. Op 14 februari 2014 bood Letta zijn ontslag aan de president aan, nadat hij een interne stemming verloor.
Op 17 februari 2014 kreeg Renzi van de president de opdracht een nieuw kabinet te vormen. Renzi was zelf de beoogde premier. Op 22 februari 2014 werd het kabinet-Renzi beëdigd door president Napolitano. Renzi werd met zijn 39 jaar de jongste premier in de Italiaanse geschiedenis. De ministersploeg van het nieuwe kabinet bestond voor liefst de helft uit vrouwen, een unicum.
Renzi kondigde op 5 december 2016 zijn aftreden aan, na een eerder op die dag door hem verloren grondwetsreferendum. Ongeveer zestig procent van de Italianen stemde tegen. Renzi had al toegezegd af te treden als premier en zelfs de politiek te verlaten als de 43 grondwetswijzigingen niet zouden worden aangenomen. Na overleg met de Italiaanse president Sergio Mattarella stemde hij erin toe aan te blijven totdat de begroting voor 2017 door het parlement zou zijn aangenomen. Toen de Senaat op 7 december 2016 zijn begroting inderdaad goedkeurde diende Renzi alsnog officieel zijn ontslag in bij de president. Deze vroeg hem daarop voorlopig nog aan te blijven als demissionair premier, totdat zijn opvolging geregeld was. Op 12 december 2016 werd Renzi uiteindelijk officieel opgevolgd door Paolo Gentiloni.

### Opnieuw partijleider
Na zich korte tijd uit het politieke leven te hebben teruggetrokken kondigde Renzi in februari 2017 aan weer de leiding van de centrumlinkse Democratische Partij op zich te willen nemen. Hij werd op 29 april 2017 tot partijleider herkozen, met meer dan 70% van de stemmen. Ongeveer 2 miljoen kiezers namen aan de verkiezing deel.
Sinds 18 september 2019 is Renzi leider van de nieuw opgerichte partij Italia Viva.
- Bibsys: 15028343
- Biblioteca Nacional de España: XX5522383
- Bibliothèque nationale de France: cb17063162x (data)
- Gemeinsame Normdatei: 13347514X
- International Standard Name Identifier: 0000 0000 5659 1453
- Library of Congress Control Number: n2009069008
- Nationale Bibliotheek van Tsjechië: jo20191054524
- Nationale Bibliotheek van Polen: a0000002796281
- Parlement.com: vjhads4cnttc
- Istituto Centrale per il Catalogo Unico: LO1V377718
- Système universitaire de documentation: 132621657
- Virtual International Authority File: 81172321
- WorldCat: E39PBJyRtHjgFFdvVy4kWGVpyd